# Sthlm Blackout
Sthlm Blackout (marknadsförs som STHLM Blackout och tidigare benämnd Hell of a Date) är en svensk romantisk actionkomediserie med premiär på Prime Video den 3 maj 2024. Första säsongen består av fyra avsnitt. Serien är regisserad av Milad Avaz. För manus svarar Avaz, Jacob Katz Hansen och Anna Neye. Christian Potalivo är producent medan Maj-Britt Landin är exekutiv producent.

## Handling
Serien kretsar kring änklingen Arthur som efter ett sabotage mot en gasledning som följs av flera strömavbrott kallas in för in bistå sin kollega, journalisten Cristina. Med bland annat polisen i hälarna får de uppleva en av de farligaste dagarna någonsin.

## Rollista (i urval)
- Erik Johansson – Arthur Melberg
- Hanna Alström – Mille Norberg
- Adam Pålsson – Mats Viklund
- Alba August – Vera Blom
- Valter Skarsgård – Albin Olsson
- Nina Zanjani – Cristina Stranderg
- Felix Lundgren – Stefan Arvidsson[7][8]